# Rheinisch-westfälisches Urkataster

Flurkarte des Urkatasters der Gemeinde Dermbach, 1831

Das rheinisch-westfälische Urkataster wurde von 1819 bis 1834 als Grundsteuerkataster aufgestellt. Es war die erste flächendeckende Katasteraufnahme in der Rheinprovinz und der Provinz Westfalen, dem westlichen Teil des Landes Preußen. Nach der Aufstellung wurde das Kataster kontinuierlich fortgeschrieben oder bei Bedarf erneuert.
Es wurden verschiedene Unterlagen erstellt, darunter Übersichtskarten der Gemeinden, Flurkarten mit Darstellung der einzelnen Grundstücke sowie Bücher, in denen die Grundstücke mit ihrer Größe, der Kulturart und dem Reinertrag verzeichnet wurden. Auch die Messungszahlen der Aufmessung wurden in Handrissen dokumentiert.

## Entstehung

Rheinprovinz (grün) und Provinz Westfalen (rot) um 1830 sowie heutige Landesgrenzen

Auf dem Wiener Kongress erhielt Preußen 1815 im Westen große Gebiete, die zunächst drei Provinzen, ab 1822 die Rheinprovinz und die Provinz Westfalen bildeten. In diesem Gebiet gab es mehrere Grundsteuersysteme, in einzelnen Teilen auch ältere Kataster, die jedoch oft ohne Vermessung und ohne Kartenwerk aufgestellt worden waren.
Zunächst änderte die preußische Regierung die Grundsteuer und deren Verteilung in den einzelnen Landesteilen nicht. Für die Erhebung der Steuer fehlte jedoch eine einheitliche und exakte Grundlage, nach der die Steuern gerecht verteilt werden konnten. Daher sollte nach dem Vorbild Frankreichs ein landesweit einheitliches Kataster mit Vermessung aller Grundstücke aufgestellt werden. In den linksrheinischen Gebieten, die unter Napoleon zu Frankreich gehört hatten, war 1808 mit einer Katasteraufnahme und Parzellarvermessung begonnen worden, die bis 1813 aber nicht abgeschlossen wurde. Im Herzogtum Westfalen waren von 1807 bis 1809 unter hessen-darmstädtischer Regierung provisorische Bücher der Grundstücke aufgestellt worden und es wurde mit einer Triangulation als Vorbereitung für die Vermessung der Grundstücke begonnen. Diese Triangulation wurde erst nach dem Regierungswechsel auf Anordnung des westfälischen Oberpräsidenten Ludwig von Vincke, später auch Generaldirektor des Katasters in beiden westlichen Provinzen, abgeschlossen.
Unter preußischer Regierung wurde das in einigen Landesteilen bestehende Kataster zunächst lediglich fortgesetzt. 1817 beschlossen die Oberpräsidenten mit anderen hohen Beamten und Wissenschaftlern die Errichtung eines rheinisch-westfälischen Katasters nach einheitlichem Plan und bemühten sich in Berlin um eine entsprechende Katasterinstruktion und ein Gesetz. Widerstand gab es vom Adel, der die Notwendigkeit einer Parzellarvermessung und damit der Vermessung seiner Güter bestritt. 1819 ordnete der Finanzminister die sofortige Wiederaufnahme der Katasteraufnahmen im linksrheinischen Gebiet und den Beginn der Aufnahmearbeiten im rechtsrheinischen Gebiet an. Das Gesetz über die Einrichtung des Abgabenwesens legte 1820 fest, dass die Flächenangaben für die Erhebung der Grundsteuer auf einer Parzellar- und Stückvermessung beruhen. Im selben Jahr folgte eine Kabinettsorder über die Fortsetzung und Vollendung des Katasters in den westlichen Provinzen.

## Aufmessung und Bonitierung

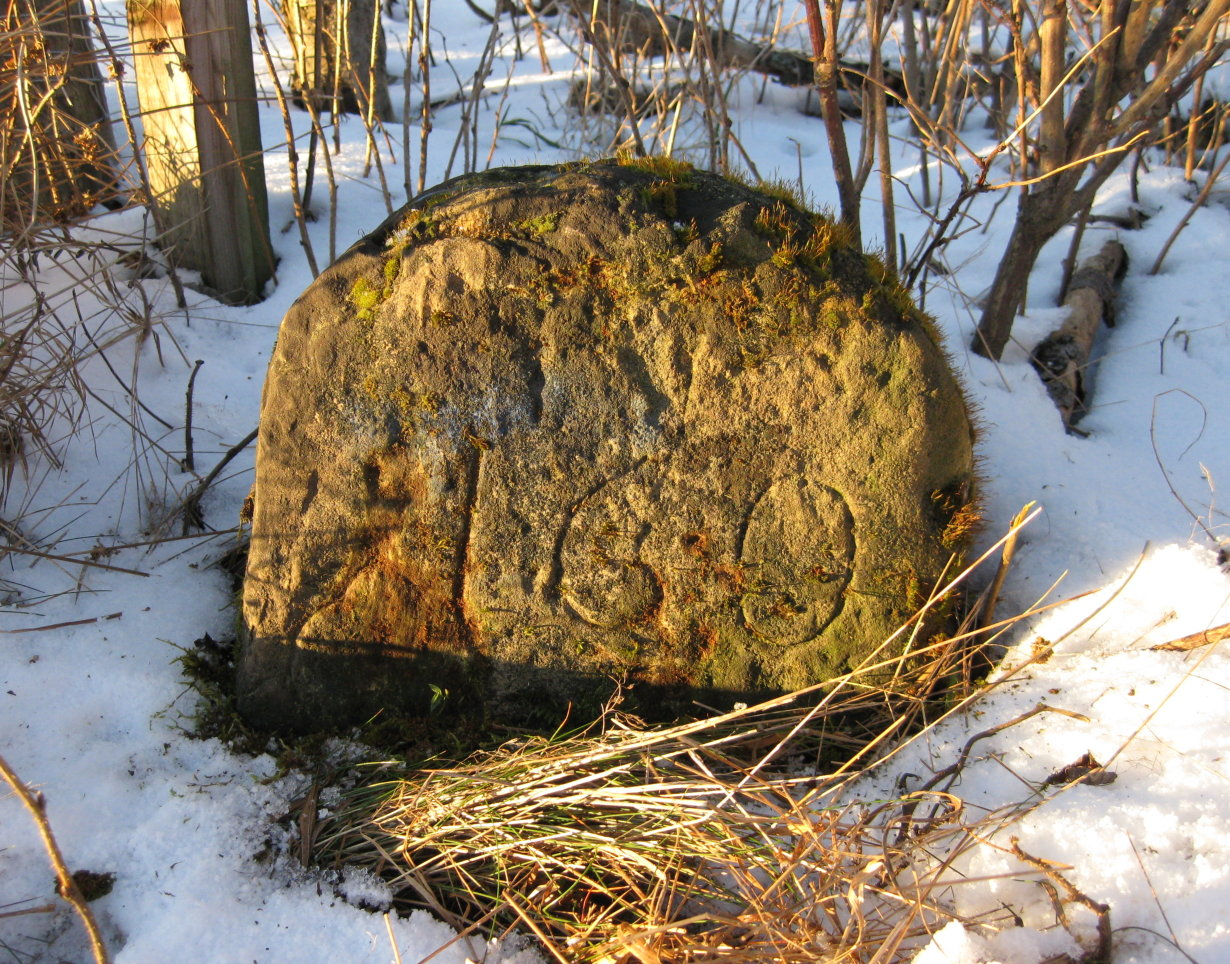
Sandsteinpfeiler eines Dreieckspunktes im ehemaligen Herzogtum Westfalen

Das Verfahren und die Details der Vermessungs- und Bonitierungsarbeiten regelten die Godesberger Instruktionen von 1819, die auf den französischen Vorschriften für Katastervermessungen (Recueil méthodique) beruhten und diese verbesserten. Die Vorschriften wurden später mehrfach ergänzt und überarbeitet. Grundlage für die Vermessung war eine Triangulation, mit der ein Festpunktnetz aufgebaut wurde. Das Netz wurde durch Polygonzüge verdichtet. Die weiteren Vermessungen konnten an dieses Netz angeschlossen werden.
Die Vermessung erfolgte gemeindeweise. Diese sogenannten Steuergemeinden, später Gemarkungen genannt, wurden in Fluren, auch als Sektionen bezeichnet, unterteilt, die jeweils in einem Kartenblatt, der Flurkarte, dargestellt wurden. Die einzelnen Parzellen wurden im Orthogonal- und Einbindeverfahren aufgemessen. Längenmaß war die preußische Ruthe zu 3,766 Meter. Die Messung war nicht kontrolliert, so dass mögliche Fehler in der Aufnahme nicht durch Widersprüche in den Messwerten erkannt werden können. Die Messungen sind in Handrissen dokumentiert, ein Fortschritt gegenüber dem französischen Verfahren, bei dem nur eine maßstäbliche Karte erstellt werden musste und das Messtischverfahren vorherrschte.
Für die Flächenberechnung der Grundstücke wurden Urzahlen verwendet, sie war damit genauer als eine graphische Ermittlung. Einheit war der preußische Morgen zu 2553 Quadratmeter, der sich aus 180 Quadratruthen zusammensetzte.
Nach der Vermessung folgte die Bonitierung, die Ermittlung des Reinertrags der Grundstücke. Hierfür gab es keinen landesweit einheitlichen Maßstab, sondern es wurden Einschätzungsbezirke, sogenannte Verbände, gebildet, die nach Lage und Wirtschaftsstruktur möglichst gleichartig waren. In diesen Verbänden wurde der Reinertrag je Morgen (d. h. der Rohertrag abzüglich Bewirtschaftungskosten) für die unterschiedlichen Kulturarten ermittelt und die Kulturarten in Klassen mit einheitlichem Reinertrag unterteilt. Nach dem Grundsteuergesetz von 1839 bildeten diese Erträge nur Verhältniszahlen, die nicht als tatsächlicher Reinertrag anzusehen waren. Schließlich schätzte eine Kommission den Ertrag der Grundstücke ab und teilte sie in die Ertragsklassen ein.
Nach Abschluss der Vermessung und Bonitierung wurden die Ergebnisse den Eigentümern bekanntgemacht. Bei Einwendungen erfolgte eine erneute Vermessung, deren Kosten der Eigentümer bei Richtigkeit des Katasters tragen musste, oder eine neue Einschätzung. Nach der Instruktion von 1830 sollte nach Abschluss der Katasteraufnahme immer der Antragsteller die Kosten der Berichtigung von Irrtümern tragen.
Die Aufstellung des Katasters war 1834 abgeschlossen, bis 1839 folgten noch Ergänzungen. Das Grundsteuergesetz von 1839 regelte die einheitliche Besteuerung aller Grundstücke. Steuerfrei waren beispielsweise noch die zum öffentlichen Gebrauch bestimmten Grundstücke, Staatsgrundstücke, Dienstwohnungen von Beamten, Soldaten, Lehrern und Geistlichen sowie dem Gottesdienst dienende Grundstücke.

## Inhalt des Urkatasters

Urhandriss Halberbracht, vor 1831

In den Katasterinstruktionen wurde festgelegt, welche Unterlagen zu erstellen waren. Die Originalkarten, -bücher und weitere Protokolle wurden bei den Regierungen aufbewahrt. Die Gemeinden erhielten Kopien von Karten und Büchern, die zum Gebrauch und zur Einsichtnahme bestimmt waren. Die erstellten Unterlagen sind:
- Übersichtskarte der Gemeinde: Sie stellte die gesamte Gemeinde, üblicherweise im Maßstab 1:10.000 oder 1:20.000 dar.
- Flurkarte: Die Flurkarten waren Inselkarten, in denen die Grundstücke einer Flur dargestellt wurden. Der Maßstab war abhängig von der Grundstücksgröße und betrug 1:5000, 1:2500 oder 1:1250, in Ausnahmefällen auch 1:625. Die Flurkarten enthalten nicht nur die Flurstücke mit deren Grenzen und Nummern, sondern auch die Gebäude, Flurnamen sowie die Wege und Bäche, für die noch keine eigenen Flurstücke gebildet wurden. Die Veränderungen an Flurstücken und Gebäuden wurden in den Karten nachgetragen, so dass sie nicht nur den ursprünglichen Zustand darstellen.
- Flurbuch: Die Flurbücher sind Verzeichnisse aller Flurstücke einer Flur, die je Flur fortlaufend nummeriert sind, mit deren Lagebezeichnung, Eigentümer, Flächengröße, Kulturart, Klasseneinteilung und Reinertrag.
- Mutterrolle: Die Mutterrolle diente der Erhebung der Grundsteuer und einhielt je Artikel die Grundstücke eines Eigentümers mit deren Lagebezeichnung, Flächengröße, Kulturart, Klasseneinteilung und Reinertrag.
- Gebäudesteuerrolle: Diese enthielt die besteuerten Wohngebäude und deren vom Mietwert abhängige Ertragsklassen.
- Handrisse: In den nicht maßstäblichen Handrissen sind die Messwerte und weitere Angaben wie Kulturart, Ertragsklasseneinteilung oder Lagebezeichnungen dokumentiert. Im Gegensatz zu anderen Karten und Büchern, die nach der Aufstellung bei Veränderungen fortgeschrieben wurden, enthalten sie nur die Angaben der ursprünglichen Aufnahme.
- Übersichtshandriss: Diese nicht maßstäbliche Übersicht der Gemeinde enthält auch des Triangulationsnetz und eine Übersicht über die Kulturarten mit den Ertragsklassen.
- Weitere Unterlagen wie das Register der Grundeigentümer, die nicht fortgeschriebenen Güterverzeichnisse der Eigentümer, die Grenzkarte der Gemeinde, Berechnungshefte und Protokolle.

## Weitere Nutzung
Um das Kataster aktuell zu halten, musste es nach der Fertigstellung bei Veränderungen, beispielsweise durch Wechsel des Eigentümers oder durch Teilung eines Grundstücks, fortgeschrieben werden. Das Verfahren wurde in einer Instruktion von 1826 geregelt und später verbessert. Obwohl das Kataster zum Zweck der Besteuerung eingerichtet worden war, führte es auch zu einem deutlichen Rückgang von Grenz- und Eigentumsstreitigkeiten. In den östlichen Provinzen Preußens wurde ein Kataster erst in den 1860er Jahren aufgestellt.
Seit dem Urkataster gibt es einen kontinuierlichen Nachweis der Liegenschaften. Teilweise ist das Kataster durch Neuvermessungen erneuert worden. In großem Maßstab geschah dies bei Separationen oder später Flurbereinigungen.
Als erste genaue und umfassende Vermessung wurde das Urkataster beispielsweise zur Erstellung von Städteatlanten verwendet. Es zeigt die Städte vor den großen Veränderungen, die beispielsweise durch die Industrialisierung im 19. Jahrhundert entstanden sind. Außerdem ist es eine Quelle für die Heimatforschung.